# Al Pease
 (janvier 2016).
Si vous disposez d'ouvrages ou d'articles de référence ou si vous connaissez des sites web de qualité traitant du thème abordé ici, merci de compléter l'article en donnant les références utiles à sa vérifiabilité et en les liant à la section « Notes et références ».
Pas d'image ? Cliquez ici
Victor Pease dit Al Pease, né le 15 octobre 1921 à Darlington et mort le 4 mai 2014 à Sevierville, est un pilote automobile canadien. Figure rocambolesque, Al Pease reste dans les annales de la Formule 1 en devenant le seul pilote de Formule 1 exclu en plein milieu d'une course pour lenteur excessive.

## Biographie
Al Pease est né à Darlington en Angleterre, le 15 octobre 1921. Après la seconde Guerre mondiale, il quitte les Îles Britanniques pour le Canada. Il dispute de temps à autre quelques courses automobiles locales avant d'y prendre véritablement goût et de rejoindre, à la fin des années 1950, l'équipe British Motor Corporation.
Pilote de Mini à succès, il acquiert une certaine notoriété puisqu'il obtient, en 1964, le titre de meilleur pilote canadien. Dans la foulée, il dispute sa première course automobile de renommée internationale lors des 12 Heures de Sebring, abandonnant lors de l'édition 1964 et terminant trente-deuxième l'année suivante.
Soutenu par le pétrolier Castrol, Al participe a son premier Grand Prix de Formule 1, lors du Grand Prix du Canada, en 1967, à Mosport. Sa monture est une Eagle, marque prometteuse qui a déjà obtenu deux meilleurs tours en course et une victoire en championnat depuis le début de la saison. Pease ne dispose cependant que d'un antique moteur Coventry Climax à quatre cylindres. Pour ses débuts, il se qualifie à la quinzième place mais sa course est beaucoup plus difficile puisque, victime de problèmes de batterie, il doit repasser trois fois au stand. Il franchit la ligne d'arrivée non-classé, ayant couvert à peine plus de la moitié de la distance parcourue par le vainqueur, Jack Brabham.
L'année suivante, il participe à nouveau au Grand Prix du Canada à Mont-Tremblant, toujours avec l'Eagle. Dernier qualifié, son moteur casse juste avant la course.
Il tente une dernière fois sa chance, à 48 ans, au Grand Prix du Canada 1969. Toujours au volant de l'Eagle, il se qualifie à la dix-septième place sur la grille, laissant trois voitures derrière lui. Pendant la course, il donne son maximum et en oublie les pilotes de tête qui lui prennent des tours. Après avoir provoqué plusieurs bouchons et gêné ses concurrents en occupant la trajectoire idéale à vitesse modérée, il provoque l'abandon de Jackie Stewart qui tentait de le dépasser. Ken Tyrrell, après l'abandon de son pilote, s'insurge auprès des commissaires de course qui disqualifient Al Pease pour conduite trop lente et dangereuse. Pease entre dans l'histoire de la Formule 1 en devenant le seul pilote disqualifié pour un tel motif. 
Al repart au Canada pour disputer les courses de Formule A locales, sans grand succès. Il s'implique beaucoup dans le sport automobile canadien et continue la compétition avec diverses épreuves de voitures de collection. Il meurt en 2014 à Sevierville.

## Résultats en championnat du monde de Formule 1
| Saison | Écurie           | Châssis   | Moteur    | Pneus    | GP disputés | Points inscrits | Classement |
| ------ | ---------------- | --------- | --------- | -------- | ----------- | --------------- | ---------- |
| 1967   | Castrol Oils Ltd | Eagle T1F | Climax L4 | Goodyear | 1           | 0               | n. c.      |
| 1968   | Castrol Oils Ltd | Eagle T1F | Climax L4 | Goodyear | 0           | 0               | n. c.      |
| 1969   | John Maryon      | Eagle T1F | Climax L4 | Goodyear | 1           | 0               | n. c.      |